# 布鲁克林会幕
40°41′27″N 73°59′14.8″W / 40.69083°N 73.987444°W

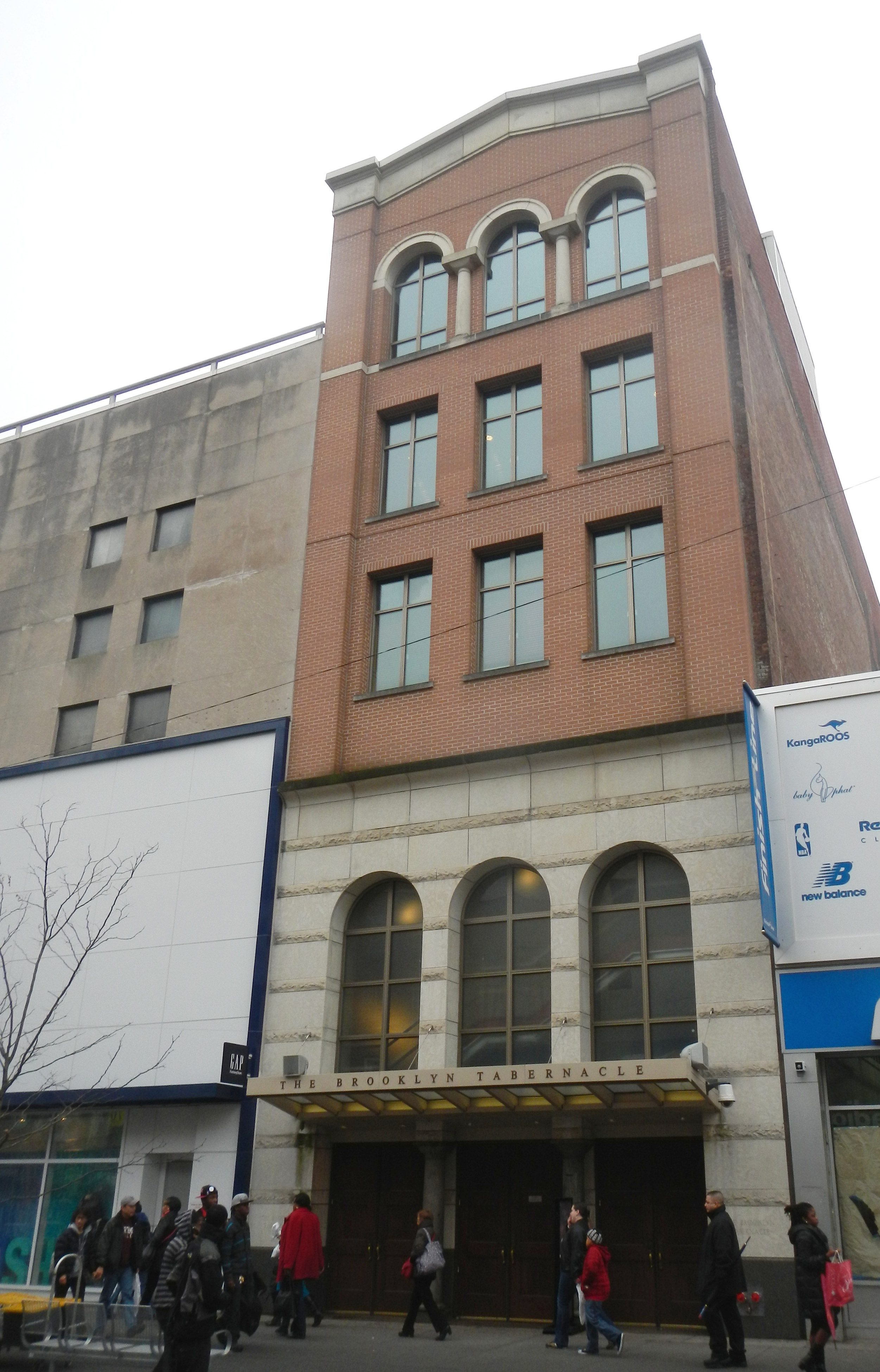

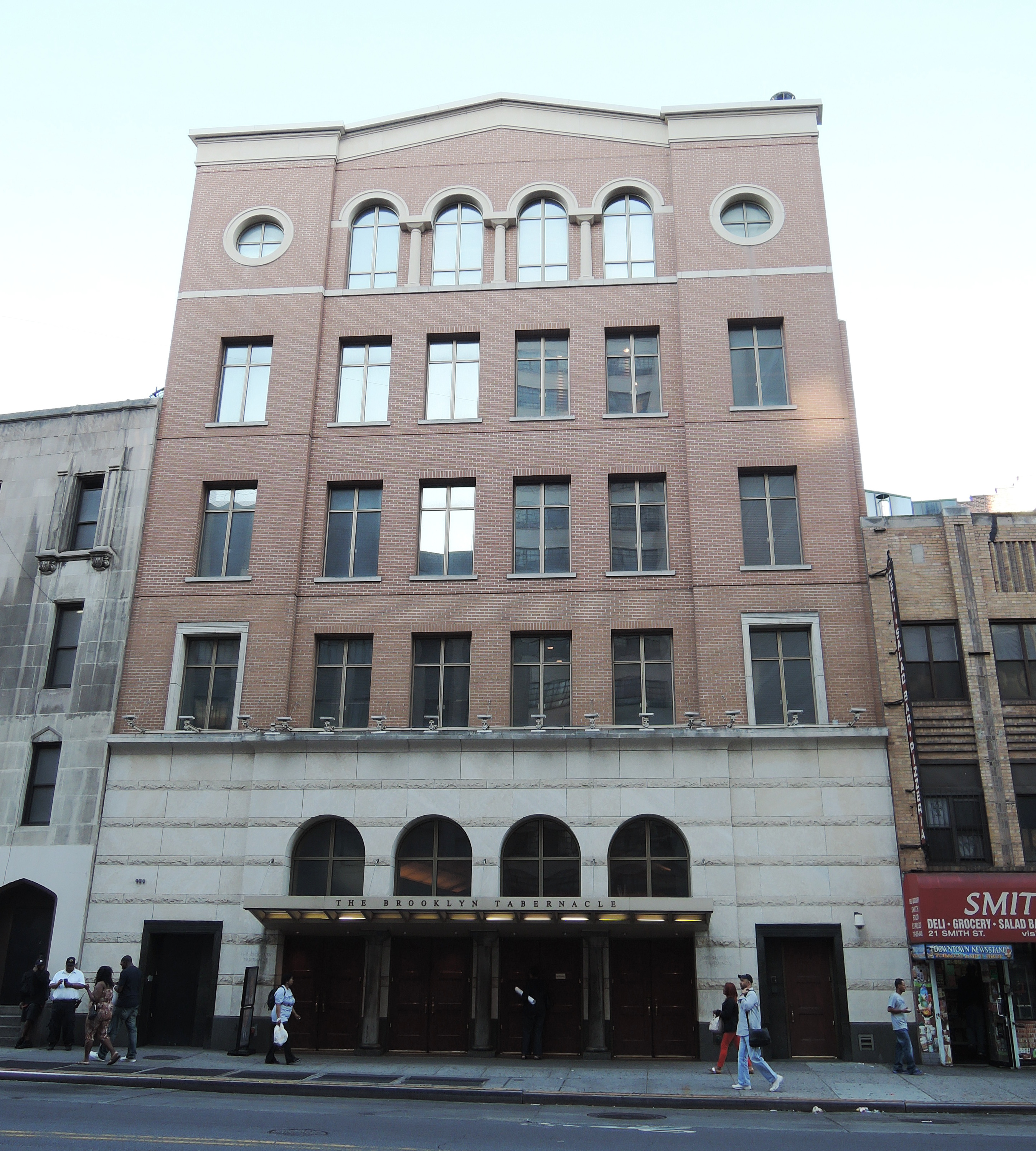

布鲁克林会幕（Brooklyn Tabernacle）是一个非教派教堂，位于纽约市布鲁克林市中心的史密斯街17号。主日崇拜在上午九时，上午十一时及下午一时举行；星期二祷告会在上午11时和下午7时。布鲁克林会幕有16,000名会员，是纽约大都会区最大的教堂之一。
该堂唱诗班曾六次赢得格莱美奖。

## 历史
布鲁克林会幕建立于1847年，名为中央长老会，利用第一长老会的设施，位于Willoughby街和珍珠街的转角。第一个会幕位于州街和内维斯街转角，始建于1853年4月3日，1869年毁于大火。第二个会幕位于马西街和杰斐逊街转角，建于1873年，1889年毁于雷暴。第三个会幕位于克林顿大街和格林街的拐角处，可容纳6,000人，并于1894年被火灾毁坏，随后在同一地点重建。
到1971年，该堂信徒已经减少到只有30人，在布鲁克林大西洋大道的一个破旧建筑聚会。
在20世纪80年代，布鲁克林会幕购买了弗莱布许大道292号和第7大道的前卡尔顿剧院，将1383座的剧院完全重建，改为教堂。经过多年的衰落，该堂被重振为一个非宗派的教会，并成为著名的布鲁克林会幕唱诗班所在地。该堂留在此处直到2002年，他们购买和翻新史密斯街17号的前Loew's 大都会剧院。堂内座位3200人。两座相邻的建筑物被改造成办公室，教室，社区服务区和餐饮设施，拥有最先进的声学和录音设备。
该堂每周举行三次两小时的礼拜。
布鲁克林会幕唱诗班在2013年奥巴马第二次就职典礼上演唱共和国战歌。